# Sverige i olympiska sommarspelen 1924
Sverige deltog med en trupp på 159 idrottare i 17 idrotter vid olympiska sommarspelen 1924 i Paris i Frankrike. Sverige tog totalt fyra guld, 13 silver och 12 brons.

## Medaljörer
| Medalj | Namn | Sport          | Gren                                 | Datum   |
| ------ | --- | -------------- | ------------------------------------ | ------- |
| Guld   | Calle Westergren | Brottning      | Lätt tungvikt i grekisk-romersk stil | 10 juli |
| Guld   | Bo Lindman | Modern femkamp | Modern femkamp                       | 17 juli |
| Guld   | Ernst Linder | Ridsport       | Individuell dressyr                  | 25 juli |
| Guld   | Åge Lundström, Axel Ståhle, Åke Thelning, Georg von Braun | Ridsport       | Lagtävlingen i hoppning              | 27 juli |
| Silver | Rudolf Svensson | Brottning      | Lätt tungvikt i fristil              | 14 juli |
| Silver | Rudolf Svensson | Brottning      | Lätt tungvikt i grekisk-romersk stil | 10 juli |
| Silver | Edvin Wide | Friidrott      | 10 000 m                             | 6 juli  |
| Silver | Erik Byléhn, Nils Engdahl, Artur Svensson, Gustaf Wejnarth | Friidrott      | 4 × 400 m stafett                    | 13 juli |
| Silver | Gunnar Lindström | Friidrott      | Spjutkastning                        | 6 juli  |
| Silver | Gustaf Dyrssen | Modern femkamp | Modern femkamp                       | 17 juli |
| Silver | Bertil Sandström | Ridsport       | Individuell dressyr                  | 25 juli |
| Silver | Gustaf Hagelin, Claës König, Carl Gustaf Lewenhaupt, Torsten Sylvan | Ridsport       | Lagtävlingen i fälttävlan            | 26 juli |
| Silver | Johan Jansson | Simhopp        | Herrarnas raka höga hopp             | 15 juli |
| Silver | Arne Borg | Simning        | Herrarnas 400 m frisim               | 18 juli |
| Silver | Arne Borg | Simning        | Herrarnas 1 500 m frisim             | 15 juli |
| Silver | Wilhelm Carlberg | Skytte         | Silhuettpistol                       | 28 juni |
| Silver | Otto Hultberg, Mauritz Johansson, Per Fredric Landelius, Alfred Swahn | Skytte         | Löpande hjort enkelskott, lag        | 2 juli  |
| Brons  | Erik Malmberg | Brottning      | Fjädervikt i grekisk-romersk stil    | 10 juli |
| Brons  | Erik Bjurberg, Erik "Orsa" Bohlin, Ragnar Malm, Gunnar Sköld | Cykling        | Herrarnas lagtempolopp               | 23 juli |
| Brons  | Sveriges herrlandslag i fotboll - Axel Alfredsson - Charles Brommesson - Gustaf Carlsson - Albin Dahl - Sven Friberg - Karl Gustafsson - Fritjof Hillén - Konrad Hirsch - Gunnar Holmberg - Per Kaufeldt - Tore Keller - Putte Kock - Sigfrid Lindberg - Vigor Lindberg - Sven Lindqvist - Evert Lundqvist - Sten Mellgren - Gunnar Olsson - Sven Rydell - Harry Sundberg - Thorsten Svensson - Robert Zander | Fotboll        | Fotboll                              | 9 juni  |
| Brons  | Edvin Wide | Friidrott      | 5 000 m                              | 10 juli |
| Brons  | Sten Pettersson | Friidrott      | 110 m häck                           | 9 juli  |
| Brons  | Nils Hellsten | Fäktning       | Herrarnas värja                      | 11 juli |
| Brons  | Bertil Uggla | Modern femkamp | Modern femkamp                       | 17 juli |
| Brons  | Hjördis Töpel | Simhopp        | Damernas höga hopp                   | 20 juli |
| Brons  | Åke Borg, Arne Borg, Thor Henning Gösta Persson, Orvar Trolle, Georg Werner | Simning        | Herrarnas 4 × 200 m frisim           | 20 juli |
| Brons  | Aina Berg, Gurli Ewerlund Wivan Pettersson, Hjördis Töpel | Simning        | Damernas 4 × 100 m frisim            | 18 juli |
| Brons  | Alfred Swahn | Skytte         | Löpande hjort dubbelskott            | 1 juli  |
| Brons  | Axel Ekblom, Mauritz Johansson, Per Fredric Landelius, Alfred Swahn | Skytte         | Löpande hjort dubbelskott, lag       | 3 juli  |

## Boxning
Det var första gången Sverige deltog i boxning vid olympiska spelen och fem boxare var uttagna att representera Sverige. Andrén var den mest framgångsrika då han slutade på fjärde plats i bantamvikt.
| Boxare          | Viktklass  | Sextondelsfinal      | Åttondelsfinal       | Kvartsfinal          | Semifinal            | Final / Bronsmatch   | Final / Bronsmatch |
| Boxare          | Viktklass  | Motståndare Resultat | Motståndare Resultat | Motståndare Resultat | Motståndare Resultat | Motståndare Resultat | Placering          |
| --------------- | ---------- | -------------------- | -------------------- | -------------------- | -------------------- | -------------------- | ------------------ |
| Oscar Andréhn   | Bantamvikt | González (URU) V     | Lazarus (USA) V      | Sánchez (ESP) V      | Tripoli (USA) F      | Ces (FRA) F          | 4                  |
| Gustaf Bergman  | Fjädervikt | Abarca (CHI) F       | Gick inte vidare     | Gick inte vidare     | Gick inte vidare     | Gick inte vidare     | 17                 |
| Oscar Bergström | Flugvikt   | Bye                  | Trève (FRA) V        | Fee (USA) F          | Gick inte vidare     | Gick inte vidare     | 5                  |
| Edvard Hultgren | Weltervikt | Lewis (CAN) F        | Gick inte vidare     | Gick inte vidare     | Gick inte vidare     | Gick inte vidare     | 17                 |
| Harry Wolff     | Bantamvikt | Bye                  | Smith (RSA) F        | Gick inte vidare     | Gick inte vidare     | Gick inte vidare     | 9                  |

## Brottning

### Fristil
Herrar
| Idrottare        | Gren          | Sextondelsfinal      | Åttondelsfinal       | Kvartsfinal          | Semifinal                                                                              | Final                                            | Final            |
| Idrottare        | Gren          | Motståndare Resultat | Motståndare Resultat | Motståndare Resultat | Motståndare Resultat                                                                   | Motståndare Resultat                             | Placering        |
| ---------------- | ------------- | -------------------- | -------------------- | -------------------- | -------------------------------------------------------------------------------------- | ------------------------------------------------ | ---------------- |
| Sigfrid Hansson  | Fjädervikt    | Bye                  | Newton (USA) F       | Gick inte vidare     | Semifinal för brons Torgensen (DEN) V                                                  | Final för brons Naito (JPN) F                    | 4                |
| Ragnar Larsson   | Bantamvikt    | —                    | MacWilliam (USA) V   | Bouquet (FRA) V      | Mäkinen (FIN) F Semifinal för brons Hines (USA) F                                      | Gick inte vidare                                 | Gick inte vidare |
| Ernst Nilsson    | Tungvikt      | —                    | Bye                  | Flanders (USA) V     | Pohjala (FIN) V Semifinal för silver Wernli (SUI) F Semifinal för brons Deltog inte    | Steel (USA) F                                    | Gick inte vidare |
| Harry Nilsson    | Mellanvikt    | —                    | Bye                  | Rhys (GBR) F         | Gick inte vidare                                                                       | Gick inte vidare                                 | Gick inte vidare |
| Sverre Nilsson   | Fjädervikt    | Bye                  | Delmas (FRA) F       | Gick inte vidare     | Gick inte vidare                                                                       | Gick inte vidare                                 | Gick inte vidare |
| Johan Richthoff  | Tungvikt      | —                    | Sangwine (GBR) V     | Gick inte vidare     | Wernli (SUI) F Semifinal för brons Deltog inte                                         | Gick inte vidare                                 | Gick inte vidare |
| Rudolf Svensson  | Lätt tungvikt | —                    | Hutmacher (BEL) V    | Mylläri (FIN) V      | Courant (SUI) V Semifinal för silver Westergren (SWE) V                                | Spellman (USA) F Final för silver Wilson (GBR) V | 2                |
| Calle Westergren | Lätt tungvikt | —                    | Bye                  | Del Genovese (ITA) V | Spellman (USA) F Semifinal för silver Svensson (SWE) F Semifinal för brons Deltog inte | Gick inte vidare                                 | Gick inte vidare |

### Grekisk-romersk stil
Herrar
| Idrottare         | Gren          | Första omgången      | Andra omgången       | Tredje omgången        | Fjärde omgången      | Femte omgången       | Sjätte omgången      | Sjunde omgången      | Åttonde omgången     | Placering |
| Idrottare         | Gren          | Motståndare Resultat | Motståndare Resultat | Motståndare Resultat   | Motståndare Resultat | Motståndare Resultat | Motståndare Resultat | Motståndare Resultat | Motståndare Resultat | Placering |
| ----------------- | ------------- | -------------------- | -------------------- | ---------------------- | -------------------- | -------------------- | -------------------- | -------------------- | -------------------- | --------- |
| Otto Borgström    | Lättvikt      | Ranghieri (ITA) V    | Kusnets (EST) F      | Matura (HUN) F         | Gick inte vidare     | Gick inte vidare     | Gick inte vidare     | —                    | —                    | =13       |
| Sigfrid Hansson   | Bantamvikt    | Ahlfors (FIN) F      | Bye                  | Magyar (HUN) V         | Tasnádi (HUN) V      | Herschmann (AUT) V   | Pütsep (EST) F       | —                    | —                    | 4         |
| Claes Johansson   | Tungvikt      | Szelky (HUN) V       | Deglane (FRA) F      | Utgick F               | Gick inte vidare     | Gick inte vidare     | Gick inte vidare     | —                    | —                    | =13       |
| Erik Malmberg     | Fjädervikt    | Porro (ITA) V        | Bottin (BEL) V       | Mezulian (AUT) V       | Capron (FRA) V       | Radvány (HUN) V      | Nord (NOR) V         | Toivola (FIN) F      | Gick inte vidare     | 3         |
| Ernst Nilsson     | Tungvikt      | Rosenqvist (FIN) F   | Donati (ITA) V       | Hansen (DEN) V         | Deglane (FRA) F      | Gick inte vidare     | Gick inte vidare     | —                    | —                    | =5        |
| Harry Nilsson     | Mellanvikt    | Grbić (YUG) F        | Doll (NED) V         | Christoffersen (DEN) V | Westerlund (FIN) F   | Gick inte vidare     | Gick inte vidare     | Gick inte vidare     | —                    | =9        |
| Frithjof Svensson | Fjädervikt    | Németh (HUN) V       | Rottenfluc (FRA) V   | Bye                    | Egeberg (NOR) V      | Toivola (FIN) F      | Anttila (FIN) F      | Gick inte vidare     | Gick inte vidare     | 5         |
| Rudolf Svensson   | Lätt tungvikt | Wahlen (BEL) V       | Berksoy (TUR) V      | Nielsen (DEN) V        | Wecksten (FIN) V     | Moustafa (EGY) V     | Pellinen (FIN) V     | Westergren (SWE) F   | —                    | 2         |
| Calle Westergren  | Lätt tungvikt | Berksoy (TUR) V      | Tázler (TCH) V       | Tetens (DEN) V         | Varga (HUN) V        | Wecksten (FIN) V     | Moustafa (EGY) V     | Svensson (SWE) V     | —                    | 1         |
| Arvid Östman      | Bantamvikt    | Magyar (HUN) F       | Tasnádi (HUN) F      | Gick inte vidare       | Gick inte vidare     | Gick inte vidare     | Gick inte vidare     | —                    | —                    | =17       |

## Cykling
Fyra cyklister representerade Sverige vid olympiska sommarspelen 1924, samtliga i tempolopp. Det var fjärde gången Sverige deltog med tävlade i cykling vid olympiska spelen. Individuellt slutade två av fyra cyklister topp 10, dock utan att ta någon medalj. I lagtempoloppet tog Sverige dock brons vilket var tredje raka olympiska spelet som Sverige tog medalj i den grenen.

### Landsvägscykling
| Cyklist                                            | Gren         | Final           | Final           |
| Cyklist                                            | Gren         | Resultat        | Placering       |
| -------------------------------------------------- | ------------ | --------------- | --------------- |
| Erik Bjurberg                                      | Tempolopp    | Fullföljde inte | Fullföljde inte |
| Erik "Orsa" Bohlin                                 | Tempolopp    | 6:36.12,4       | 7               |
| Ragnar Malm                                        | Tempolopp    | 6:49.53,0       | 17              |
| Gunnar Sköld                                       | Tempolopp    | 6:33:36.2       | 4               |
| Erik Bjurberg Erik Bohlin Ragnar Malm Gunnar Sköld | Lagtempolopp | 19:59.41,6      | 3               |

## Fotboll
Sammanfattning
Förklaringar:
- V – Vinst O – Oavgjort F – Förlust
- (e.fl.) – Efter förlängning
- (om) – Omspel

| Lag                   | Gren                | Första omgången      | Andra omgången       | Kvartsfinal          | Semifinal            | Final / BM                                 | Final / BM |
| Lag                   | Gren                | Motståndare Resultat | Motståndare Resultat | Motståndare Resultat | Motståndare Resultat | Motståndare Resultat                       | Placering  |
| --------------------- | ------------------- | -------------------- | -------------------- | -------------------- | -------------------- | ------------------------------------------ | ---------- |
| Sveriges herrlandslag | Herrarnas turnering | Bye                  | Belgien · V 8–1      | Egypten · V 5–0      | Schweiz · F 1–2      | Nederländerna · O 1–1 (e.f.) · V 3–1 ((om) | 3          |

Sverige deltog med ett fotbollslag i olympiska spelen för fjärde gången vid olympiska sommarspelen 1924. Sverige tog sin första olympiska medalj i fotboll, ett brons, efter att ha besegrat Nederländerna i bronsmatchen (som krävde omspel efter att första matchen slutat oavgjort). På vägen till bronsmatchen besegrade Sverige de regerande mästarna Belgien och Egypten innan det blev en förlust mot Schweiz i semifinalen.
Omgång 1Stod över
Omgång 2
|           | 29 maj 1924 | Sverige                                                                                   | 8 – 1           | Belgien          | Stade Olympique                                               |                                                               |
| 16:00 UTC | 16:00 UTC   | Rudolf Kock 8′, 24′, 77′ Sven Rydell 20′, 61′, 83′ Charles Brommesson 30′ Tore Keller 46′ | (4 – 0) Rapport | 67′ Henri Larnoe | Colombes Publik: 8 532 Domare: Heinrich Retschury (Österrike) | Colombes Publik: 8 532 Domare: Heinrich Retschury (Österrike) |
| 16:00 UTC | 16:00 UTC   |                                                                                           |                 |                  | Colombes Publik: 8 532 Domare: Heinrich Retschury (Österrike) | Colombes Publik: 8 532 Domare: Heinrich Retschury (Österrike) |
| 16:00 UTC | 16:00 UTC   |                                                                                           |                 |                  | Colombes Publik: 8 532 Domare: Heinrich Retschury (Österrike) | Colombes Publik: 8 532 Domare: Heinrich Retschury (Österrike) |

Kvartsfinal
|           | 1 juni 1924 | Sverige                                                          | 5 – 0           | Egypten | Stade Pershing                                         |                                                        |
| 16:00 UTC | 16:00 UTC   | Per Kaufeldt 5′, 71′ Charles Brommesson 31′, 34′ Sven Rydell 49′ | (3 – 0) Rapport |         | Paris Publik: 6 484 Domare: Henri Christophe (Belgien) | Paris Publik: 6 484 Domare: Henri Christophe (Belgien) |
| 16:00 UTC | 16:00 UTC   |                                                                  |                 |         | Paris Publik: 6 484 Domare: Henri Christophe (Belgien) | Paris Publik: 6 484 Domare: Henri Christophe (Belgien) |
| 16:00 UTC | 16:00 UTC   |                                                                  |                 |         | Paris Publik: 6 484 Domare: Henri Christophe (Belgien) | Paris Publik: 6 484 Domare: Henri Christophe (Belgien) |

Semifinal
|           | 5 juni 1924 | Schweiz               | 2 – 1           | Sverige         | Stade Olympique                                          |                                                          |
| 17:00 UTC | 17:00 UTC   | Max Abegglen 15′, 77′ | (1 – 1) Rapport | 41′ Rudolf Kock | Colombes Publik: 7 448 Domare: Mihály Iváncsics (Ungern) | Colombes Publik: 7 448 Domare: Mihály Iváncsics (Ungern) |
| 17:00 UTC | 17:00 UTC   |                       |                 |                 | Colombes Publik: 7 448 Domare: Mihály Iváncsics (Ungern) | Colombes Publik: 7 448 Domare: Mihály Iváncsics (Ungern) |
| 17:00 UTC | 17:00 UTC   |                       |                 |                 | Colombes Publik: 7 448 Domare: Mihály Iváncsics (Ungern) | Colombes Publik: 7 448 Domare: Mihály Iváncsics (Ungern) |

Bronsmatch
|           | 8 juni 1924 | Nederländerna      | 0000 1 – 1 (e.fl.) | Sverige          | Stade Olympique                                               |                                                               |
| 16:00 UTC | 16:00 UTC   | André le Fèvre 77′ | (0 – 1) Rapport    | 44′ Per Kaufeldt | Colombes Publik: 9 915 Domare: Heinrich Retschury (Österrike) | Colombes Publik: 9 915 Domare: Heinrich Retschury (Österrike) |
| 16:00 UTC | 16:00 UTC   |                    |                    |                  | Colombes Publik: 9 915 Domare: Heinrich Retschury (Österrike) | Colombes Publik: 9 915 Domare: Heinrich Retschury (Österrike) |
| 16:00 UTC | 16:00 UTC   |                    |                    |                  | Colombes Publik: 9 915 Domare: Heinrich Retschury (Österrike) | Colombes Publik: 9 915 Domare: Heinrich Retschury (Österrike) |

|           | 9 juni 1924 | Nederländerna           | 0000 1 – 3 (om) | Sverige                                  | Stade Olympique                                           |                                                           |
| 14:30 UTC | 14:30 UTC   | Ok Formenoij 43′ (str.) | (1 – 2) Rapport | 34′, 77′ Sven Rydell 42′ Evert Lundquist | Colombes Publik: 40 522 Domare: Youssuf Mohamed (Egypten) | Colombes Publik: 40 522 Domare: Youssuf Mohamed (Egypten) |
| 14:30 UTC | 14:30 UTC   |                         |                 |                                          | Colombes Publik: 40 522 Domare: Youssuf Mohamed (Egypten) | Colombes Publik: 40 522 Domare: Youssuf Mohamed (Egypten) |
| 14:30 UTC | 14:30 UTC   |                         |                 |                                          | Colombes Publik: 40 522 Domare: Youssuf Mohamed (Egypten) | Colombes Publik: 40 522 Domare: Youssuf Mohamed (Egypten) |

## Friidrott
33 idrottare representerade Sverige vid olympiska sommarspelen 1924. Det var sjätte gången Sverige deltog med tävlande i friidrott vid olympiska spelen. Sverige tog fem medaljer, dock inga guld.
Angivna placeringar är inom vardera heat.
| Idrottare                                               | Gren                 | Heat     | Heat      | Kvartsfinal      | Kvartsfinal      | Semifinal        | Semifinal        | Final                              | Final                              |
| Idrottare                                               | Gren                 | Resultat | Placering | Resultat         | Placering        | Resultat         | Placering        | Resultat                           | Placering                          |
| ------------------------------------------------------- | -------------------- | -------- | --------- | ---------------- | ---------------- | ---------------- | ---------------- | ---------------------------------- | ---------------------------------- |
| Gösta Bergström                                         | 10 000 m             | i.u.     | i.u.      | i.u.             | i.u.             | i.u.             | i.u.             | Fullföljde inte                    | Fullföljde inte                    |
| Gösta Bergström                                         | Terränglöpning       | i.u.     | i.u.      | i.u.             | i.u.             | i.u.             | i.u.             | Fullföljde inte                    | Fullföljde inte                    |
| Erik Blomqvist                                          | Spjutkastning        | i.u.     | i.u.      | i.u.             | i.u.             | 56,15            | 2 Q              | 56,15                              | 6                                  |
| Erik Byléhn                                             | 400 m                | 50,6     | 3         | Gick inte vidare | Gick inte vidare | Gick inte vidare | Gick inte vidare | Gick inte vidare                   | Gick inte vidare                   |
| Erik Byléhn                                             | 800 m                | i.u.     | i.u.      | Okänt            | 5                | Gick inte vidare | Gick inte vidare | Gick inte vidare                   | Gick inte vidare                   |
| Carl-Axel Christiernsson                                | 110 m häck           | i.u.     | i.u.      | 15,6             | 1 Q              | 15,4             | 1 Q              | 15,5                               | 4                                  |
| Sidon Ebeling                                           | 10 000 m             | i.u.     | i.u.      | i.u.             | i.u.             | i.u.             | i.u.             | Okänt                              | 16                                 |
| Sidon Ebeling                                           | Terränglöpning       | i.u.     | i.u.      | i.u.             | i.u.             | i.u.             | i.u.             | Fullföljde inte                    | Fullföljde inte                    |
| Nils Engdahl                                            | 400 m                | 49,2     | 1 Q       | 48,4             | 2 Q              | 48,6             | 6                | Gick inte vidare                   | Gick inte vidare                   |
| Axel Eriksson                                           | 5 000 m              | i.u.     | i.u.      | i.u.             | i.u.             | 15.23,6          | 3 Q              | 15.38,0                            | 8                                  |
| Bertil Fastén                                           | Femkamp              | i.u.     | i.u.      | i.u.             | i.u.             | i.u.             | i.u.             | Gick inte vidare efter tre grenar  | Gick inte vidare efter tre grenar  |
| Bertil Fastén                                           | Tiokamp              | i.u.     | i.u.      | i.u.             | i.u.             | i.u.             | i.u.             | Fullföljde inte                    | Fullföljde inte                    |
| Bertil Jansson                                          | Kulstötning          | i.u.     | i.u.      | i.u.             | i.u.             | 13,76            | 4                | Gick inte vidare                   | Gick inte vidare                   |
| Folke "Pytta" Jansson                                   | Tresteg              | i.u.     | i.u.      | i.u.             | i.u.             | 14,97            | 2 Q              | 14,97                              | 5                                  |
| Helge Jansson                                           | Höjdhopp             | i.u.     | i.u.      | i.u.             | i.u.             | 1,83             | 1 Q              | 1,85                               | 6                                  |
| Helge Jansson                                           | Tiokamp              | i.u.     | i.u.      | i.u.             | i.u.             | i.u.             | i.u.             | 6656,160                           | 7                                  |
| Rudolf Johansson                                        | 800 m                | i.u.     | i.u.      | 1.57,6           | 1 Q              | 1.55,7           | 4                | Gick inte vidare                   | Gick inte vidare                   |
| Waldemar Karlsson                                       | Maraton              | i.u.     | i.u.      | i.u.             | i.u.             | i.u.             | i.u.             | 3:14.21,4                          | 21                                 |
| Gustav Kinn                                             | Maraton              | i.u.     | i.u.      | i.u.             | i.u.             | i.u.             | i.u.             | 2:54.33,4                          | 8                                  |
| Hugo Lilliér                                            | Spjutkastning        | i.u.     | i.u.      | i.u.             | i.u.             | 52,95            | 7                | Gick inte vidare                   | Gick inte vidare                   |
| Carl-Johan Lind                                         | Släggkastning        | i.u.     | i.u.      | i.u.             | i.u.             | 44,785           | 7                | Gick inte vidare                   | Gick inte vidare                   |
| Gunnar Lindström                                        | Spjutkastning        | i.u.     | i.u.      | i.u.             | i.u.             | 60,81            | 1 Q              | 60,92                              | 2                                  |
| Sven Lundgren                                           | 800 m                | i.u.     | i.u.      | 2.01,4           | 2 Q              | 1.57,6           | 4                | Gick inte vidare                   | Gick inte vidare                   |
| Evert "Västervik" Nilsson                               | Femkamp              | i.u.     | i.u.      | i.u.             | i.u.             | i.u.             | i.u.             | Gick inte vidare efter fyra grenar | Gick inte vidare efter fyra grenar |
| Evert "Västervik" Nilsson                               | Tiokamp              | i.u.     | i.u.      | i.u.             | i.u.             | i.u.             | i.u.             | Fullföljde inte                    | Fullföljde inte                    |
| Sten Pettersson                                         | 110 m häck           | i.u.     | i.u.      | 15,6             | 1 Q              | 15,6             | 2 Q              | 15,4                               | 3                                  |
| Knut Russell                                            | 100 m                | 11,3     | 4         | Gick inte vidare | Gick inte vidare | Gick inte vidare | Gick inte vidare | Gick inte vidare                   | Gick inte vidare                   |
| Ivar Sahlin                                             | Tresteg              | i.u.     | i.u.      | i.u.             | i.u.             | 14,16            | 5                | Gick inte vidare                   | Gick inte vidare                   |
| Ivar Sahlin                                             | Höjdhopp             | i.u.     | i.u.      | i.u.             | i.u.             | 1,80             | 2                | Gick inte vidare                   | Gick inte vidare                   |
| Ossian Skiöld                                           | Släggkastning        | i.u.     | i.u.      | i.u.             | i.u.             | 45,075           | 5 Q              | 45,285                             | 5                                  |
| Sixten Sundström                                        | Kulstötning          | i.u.     | i.u.      | i.u.             | i.u.             | 13,53            | 5                | Gick inte vidare                   | Gick inte vidare                   |
| Artur Svensson                                          | 400 m                | 50,0     | 1 Q       | 50,0             | 2 Q              | 49,1             | 6                | Gick inte vidare                   | Gick inte vidare                   |
| Sven Thuresson                                          | 10 000 m             | i.u.     | i.u.      | i.u.             | i.u.             | i.u.             | i.u.             | Okänt                              | 13                                 |
| Sven Thuresson                                          | Terränglöpning       | i.u.     | i.u.      | i.u.             | i.u.             | i.u.             | i.u.             | Fullföljde inte                    | Fullföljde inte                    |
| Göran Unger                                             | Femkamp              | i.u.     | i.u.      | i.u.             | i.u.             | i.u.             | i.u.             | Gick inte vidare efter fyra grenar | Gick inte vidare efter fyra grenar |
| Gustaf Wejnarth                                         | 400 m                | 50,2     | 1 Q       | 50,2             | 3                | Gick inte vidare | Gick inte vidare | Gick inte vidare                   | Gick inte vidare                   |
| Curt Wiberg                                             | 100 m                | 11,4     | 4         | Gick inte vidare | Gick inte vidare | Gick inte vidare | Gick inte vidare | Gick inte vidare                   | Gick inte vidare                   |
| Edvin Wide                                              | 5 000 m              | i.u.     | i.u.      | i.u.             | i.u.             | 15.24,0          | 2 Q              | 15.01,8                            | 3                                  |
| Edvin Wide                                              | 10 000 m             | i.u.     | i.u.      | i.u.             | i.u.             | i.u.             | i.u.             | 30.55,2                            | 2                                  |
| Edvin Wide                                              | Terränglöpning       | i.u.     | i.u.      | i.u.             | i.u.             | i.u.             | i.u.             | Fullföljde inte                    | Fullföljde inte                    |
| Tor Österdahl                                           | 100 m                | 11,3     | 4         | Gick inte vidare | Gick inte vidare | Gick inte vidare | Gick inte vidare | Gick inte vidare                   | Gick inte vidare                   |
| Gösta Bergström Sidon Ebeling Sven Thuresson Edvin Wide | Terränglöpning i lag | i.u.     | i.u.      | i.u.             | i.u.             | i.u.             | i.u.             | Fullföljde inte                    | Fullföljde inte                    |
| Curt Branting Nils Engdahl Thor Österdahl Curt Wiberg   | 4 × 100 m stafett    | i.u.     | i.u.      | 43,8             | 1 Q              | 43,0             | 3                | Gick inte vidare                   | Gick inte vidare                   |
| Erik Byléhn Nils Engdahl Artur Svensson Gustaf Wejnarth | 4 × 400 m stafett    | i.u.     | i.u.      | i.u.             | i.u.             | 3.37,5           | 2 Q              | 3.17,0                             | 2                                  |
| Axel Eriksson Sven Lundgren Stig Reuterswärd Edvin Wide | 3 000 m i lag        | i.u.     | i.u.      | i.u.             | i.u.             | 21               | 3                | Gick inte vidare                   | Gick inte vidare                   |

## Fäktning
Nio fäktare, sex herrar och tre damer, representerade Sverige vid olympiska sommarspelen 1924. Det var femte gången Sverige deltog med tävlande i fäktning vid olympiska spelen. Sverige var en av nio nationer som deltog i den första upplagan för kvinnliga fäktare. Hellsten vann Sveriges första olympiska medalj i fäktning med ett brons i värja.
Herrar
Angivna placeringar är inom vardera grupp.
| Fäktare                                                                    | Gren                 | Omgång 1 | Omgång 1  | Omgång 2 | Omgång 2  | Kvartsfinal      | Kvartsfinal      | Semifinal        | Semifinal        | Final            | Final            |
| Fäktare                                                                    | Gren                 | Resultat | Placering | Resultat | Placering | Resultat         | Placering        | Resultat         | Placering        | Resultat         | Placering        |
| -------------------------------------------------------------------------- | -------------------- | -------- | --------- | -------- | --------- | ---------------- | ---------------- | ---------------- | ---------------- | ---------------- | ---------------- |
| Carl Gripenstedt                                                           | Värja                | 5–4      | 4 Q       | i.u.     | i.u.      | 7–2              | 1 Q              | 4–7              | 7                | Gick inte vidare | Gick inte vidare |
| Nils Hellsten                                                              | Värja                | 8–1      | 1 Q       | i.u.     | i.u.      | 6–3              | 1 Q              | 6–5              | 2 Q              | 7–4              | 3                |
| Bror Lagercrantz                                                           | Värja                | 4–5      | 6 Q       | i.u.     | i.u.      | 2–8              | 10               | Gick inte vidare | Gick inte vidare | Gick inte vidare | Gick inte vidare |
| Gustaf Lindblom                                                            | Värja                | 6–3      | 1 Q       | i.u.     | i.u.      | 4–6              | 7                | Gick inte vidare | Gick inte vidare | Gick inte vidare | Gick inte vidare |
| Gustaf Dyrssen Carl Gripenstedt Nils Hellsten Gustaf Lindblom Bertil Uggla | Lagtävlingen i värja | 0–2      | 3         | i.u.     | i.u.      | Gick inte vidare | Gick inte vidare | Gick inte vidare | Gick inte vidare | Gick inte vidare | Gick inte vidare |

Damer
Angivna placeringar är inom vardera grupp.
| Fäktare        | Gren    | Kvartsfinal | Kvartsfinal | Semifinal        | Semifinal        | Final            | Final            |
| Fäktare        | Gren    | Resultat    | Placering   | Resultat         | Placering        | Resultat         | Placering        |
| -------------- | ------- | ----------- | ----------- | ---------------- | ---------------- | ---------------- | ---------------- |
| Ellen Hamilton | Florett | 3–2         | 2 Q         | 0–5              | 6                | Gick inte vidare | Gick inte vidare |
| Elsa Hellquist | Florett | 3–3         | 4           | Gick inte vidare | Gick inte vidare | Gick inte vidare | Gick inte vidare |
| Hanna Olsen    | Florett | 3–2         | 3 Q         | 2–3              | 4                | Gick inte vidare | Gick inte vidare |

## Modern femkamp
Fyra moderna femkampare representerade Sverige vid olympiska sommarspelen 1924. Det var tredje gången Sverige deltog med tävlande i modern femkamp vid olympiska spelen. Sverige var vid denna tiden en av sex nationer som deltagit i modern femkamp i varje upplaga av olympiska spelen. För tredje gången tog Sverige samtliga medaljer.
| Modern femkampare | Gren         | Final    | Final     |
| Modern femkampare | Gren         | Resultat | Placering |
| ----------------- | ------------ | -------- | --------- |
| Gustaf Dyrssen    | Individuellt | 39,5     | 2         |
| Bo Lindman        | Individuellt | 18       | 1         |
| Bertil Uggla      | Individuellt | 45       | 3         |
| Carl Årmann       | Individuellt | 74,5     | 10        |

## Ridsport
12 ryttare representerade Sverige vid olympiska sommarspelen 1924. Det var endast Sverige och Frankrike som skickade det maximala antalet ryttare som var tillåtet. Det var tredje gången Sverige deltog med tävlande i ridsport vid olympiska spelen. Sverige tog fyra medaljer, vilket var dubbelt så många som någon annan nation gjorde. Flest guldmedaljer tog Sverige och Nederländerna (två var), vilket dock var en historiskt låg siffra för Sverige som tog fyra guldmedaljer både 1912 och 1920.
Samtliga av Sveriges fyra dressyrryttare slutade topp fem. Sverige hade en svit på att ta samtliga medaljer i dressyr från föregående två olympiska spel som dock bröts då Frankrikes Lesage tog bronset. Samtidigt var König den enda svensk att nå topp fem i individuell fälttävlan och i individuell hoppning slutade ingen svensk topp fem, där dock två svenskar slutade topp sju. Trots detta tog Sverige silver i lLagtävlingen i fälttävlan och guld i lagtävlingen i hoppning.
| Ryttare                                                          | Gren                      | Final           | Final           | Final           |
| Ryttare                                                          | Gren                      | Poäng           | Tid             | Placering       |
| ---------------------------------------------------------------- | ------------------------- | --------------- | --------------- | --------------- |
| Victor Ankarcrona                                                | Dressyr                   | 256,5           | i.u.            | 5               |
| Gustaf Hagelin                                                   | Fälttävlan                | 1335,0          | i.u.            | 20              |
| Claës König                                                      | Fälttävlan                | 1730,0          | i.u.            | 5               |
| Carl Gustaf Lewenhaupt                                           | Fälttävlan                | Fullföljde inte | Fullföljde inte | Fullföljde inte |
| Ernst Linder                                                     | Dressyr                   | 276,4           | i.u.            | 1               |
| Åge Lundström                                                    | Hoppning                  | 18,00           | 2.38,4          | 11              |
| Bertil Sandström                                                 | Dressyr                   | 275,8           | i.u.            | 2               |
| Axel Ståhle                                                      | Hoppning                  | 12,25           | 2.40,0          | 7               |
| Torsten Sylvan                                                   | Fälttävlan                | 1678,0          | i.u.            | 9               |
| Åke Thelning                                                     | Hoppning                  | 12,00           | 2.30,4          | 6               |
| Georg von Braun                                                  | Hoppning                  | 23,50           | 2.45,6          | 19              |
| Wilhelm von Essen                                                | Dressyr                   | 260,0           | i.u.            | 4               |
| Gustaf Hagelin Claës König Carl Gustaf Lewenhaupt Torsten Sylvan | Lagtävlingen i fälttävlan | 4743,5          | i.u.            | 2               |
| Åge Lundström Axel Ståhle Åke Thelning Georg von Braun           | Lagtävlingen i hoppning   | 42,25           | i.u.            | 1               |

## Segling
Fyra seglare representerade Sverige vid olympiska sommarspelen 1924. Det var fjärde gången Sverige deltog med tävlande i segling vid olympiska spelen.
| Seglare                                  | Gren          | Kval   | Kval   | Kval   | Kval   | Final            | Final            | Final            | Final     |
| Seglare                                  | Gren          | Lopp 1 | Lopp 2 | Lopp 3 | Totalt | Lopp 1           | Lopp 2           | Totalt           | Placering |
| ---------------------------------------- | ------------- | ------ | ------ | ------ | ------ | ---------------- | ---------------- | ---------------- | --------- |
| Clarence Hammar                          | 12-fots jolle | 3      | 1 Q    | i.u.   | i.u.   | 3                | 8 (DNF)          | 11               | 6         |
| Magnus Hellström Nils Rinman Olle Rinman | 6-meters      | 4      | 4      | 4      | 12     | Gick inte vidare | Gick inte vidare | Gick inte vidare | 4         |

## Simhopp
11 simhoppare, sju herrar och fyra damer, representerade Sverige vid olympiska sommarspelen 1924. Det var fjärde gången Sverige deltog med tävlande i simhopp vid olympiska spelen. Det var första gången Sverige inte lyckades ta någon guldmedalj i simhoppning trots att de svenska simhopparna nådde final i 11 av 14 grenar (tre simhoppare deltog i vardera två grenar). Janssons silver i herrarnas raka höga hopp blev det bästa svenska resultatet och Töpel tog Sveriges andra medalj, ett brons, i damernas höga hopp.
Angivna placeringar är inom vardera grupp.
Herrar
| Simhoppare      | Gren           | Semifinal | Semifinal | Semifinal | Final            | Final            | Final            |
| Simhoppare      | Gren           | Poäng     | Resultat  | Placering | Poäng            | Resultat         | Placering        |
| --------------- | -------------- | --------- | --------- | --------- | ---------------- | ---------------- | ---------------- |
| Erik Adlerz     | Höga hopp      | 11        | 475,2     | 2 Q       | 19               | 468,9            | 4                |
| Erik Adlerz     | Raka höga hopp | 17,5      | 151       | 4         | Gick inte vidare | Gick inte vidare | Gick inte vidare |
| Adolf Hellquist | Svikthopp      | 13        | 494,5     | 2 Q       | 30               | 544,9            | 6                |
| Adolf Hellquist | Höga hopp      | 9         | 442,8     | 2 Q       | 37,5             | 403,2            | 8                |
| Johan Jansson   | Raka höga hopp | 17        | 144       | 3 Q       | 14,5             | 157              | 2                |
| Edmund Lindmark | Svikthopp      | 10        | 557       | 2 Q       | 22               | 599,1            | 4                |
| Helge Öberg     | Höga hopp      | 10        | 435,4     | 2 Q       | 31               | 429              | 6                |
| Curt Sjöberg    | Svikthopp      | 15        | 523       | 3 Q       | 34               | 538,4            | 7                |
| Arvid Wallman   | Raka höga hopp | 8,5       | 165       | 1 Q       | 31,5             | 136              | 8                |

Damer
| Simhoppare      | Gren      | Semifinal | Semifinal | Semifinal | Final            | Final            | Final            |
| Simhoppare      | Gren      | Poäng     | Resultat  | Placering | Poäng            | Resultat         | Placering        |
| --------------- | --------- | --------- | --------- | --------- | ---------------- | ---------------- | ---------------- |
| Märta Johansson | Svikthopp | 19        | 377,8     | 4         | Gick inte vidare | Gick inte vidare | Gick inte vidare |
| Signe Johansson | Svikthopp | 10        | 421,7     | 2 Q       | 21               | 412,6            | 5                |
| Eva Ollivier    | Svikthopp | 14        | 408,8     | 3 Q       | 20               | 425,8            | 4                |
| Eva Ollivier    | Höga hopp | 20,5      | 148       | 5         | Gick inte vidare | Gick inte vidare | Gick inte vidare |
| Hjördis Töpel   | Höga hopp | 11,5      | 159       | 2 Q       | 15,5             | 164              | 3                |

## Simning
Angivna placeringar är inom vardera heat.
Herrar
| Simmare                                                                   | Gren             | Heat         | Heat      | Semifinal        | Semifinal        | Final            | Final            |
| Simmare                                                                   | Gren             | Resultat     | Placering | Resultat         | Placering        | Resultat         | Placering        |
| ------------------------------------------------------------------------- | ---------------- | ------------ | --------- | ---------------- | ---------------- | ---------------- | ---------------- |
| Arne Borg                                                                 | 100 m frisim     | 1.05,4       | 1 Q       | 1.02,6           | 2 Q              | 1.02,0           | 4                |
| Arne Borg                                                                 | 400 m frisim     | 5.31,8       | 1 Q       | 5.21,4           | 1 Q              | 5.05,6           | 2                |
| Arne Borg                                                                 | 1 500 m frisim   | 21.11,4 0VR0 | 1 Q       | 21.50,8          | 2 Q              | 20.41,4          | 2                |
| Åke Borg                                                                  | 400 m frisim     | 5.28,2       | 1 Q       | 5.25,0           | 2 Q              | 5.26,0           | 4                |
| Åke Borg                                                                  | 1 500 m frisim   | 22.55,2      | 1 Q       | 21.59,4          | 3                | Gick inte vidare | Gick inte vidare |
| Thor Henning                                                              | 200 m bröstsim   | 3.04,2       | 2 Q       | 3.05,0           | 3                | Gick inte vidare | Gick inte vidare |
| Bo Johnsson                                                               | 200 m bröstsim   | 3.12,2       | 3         | Gick inte vidare | Gick inte vidare | Gick inte vidare | Gick inte vidare |
| Bengt Linders                                                             | 200 m bröstsim   | 3.03,4       | 1 Q       | 3.01,4           | 2 Q              | 3.02,2           | 4                |
| Erik Skoglund                                                             | 100 m ryggsim    | 1.27,4       | 2 Q       | 1.26,6           | 6                | Gick inte vidare | Gick inte vidare |
| Orvar Trolle                                                              | 100 m frisim     | 1.04,2       | 1 Q       | 1.02,6           | 4                | Gick inte vidare | Gick inte vidare |
| Georg Werner                                                              | 100 m frisim     | 1.07,0       | 3         | Gick inte vidare | Gick inte vidare | Gick inte vidare | Gick inte vidare |
| Arne Borg Åke Borg Thor Henning* Gösta Persson* Orvar Trolle Georg Werner | 4 × 200 m frisim | 11.15,4      | 1 Q       | 10.08,2          | 2 Q              | 10.06,8          | 3                |

* – Simmade endast i försöksheatet och inte i finalen.
Damer
| Simmare                                                 | Gren             | Heat     | Heat      | Semifinal        | Semifinal        | Final            | Final            |
| Simmare                                                 | Gren             | Resultat | Placering | Resultat         | Placering        | Resultat         | Placering        |
| ------------------------------------------------------- | ---------------- | -------- | --------- | ---------------- | ---------------- | ---------------- | ---------------- |
| Gurli Ewerlund                                          | 100 m frisim     | 1.23,2   | 4         | Gick inte vidare | Gick inte vidare | Gick inte vidare | Gick inte vidare |
| Gurli Ewerlund                                          | 400 m frisim     | 7.05,4   | 4         | Gick inte vidare | Gick inte vidare | Gick inte vidare | Gick inte vidare |
| Jane Gylling                                            | 400 m frisim     | 7.55,0   | 4         | Gick inte vidare | Gick inte vidare | Gick inte vidare | Gick inte vidare |
| Wivan Pettersson                                        | 100 m frisim     | 1.27,4   | 4         | Gick inte vidare | Gick inte vidare | Gick inte vidare | Gick inte vidare |
| Wivan Pettersson                                        | 200 m bröstsim   | —        | —         | 3.37,0           | 3 Q              | 3.37,6           | 4                |
| Hjördis Töpel                                           | 100 m frisim     | 1.25,8   | 4         | Gick inte vidare | Gick inte vidare | Gick inte vidare | Gick inte vidare |
| Hjördis Töpel                                           | 400 m frisim     | 6.59,8   | 3         | Gick inte vidare | Gick inte vidare | Gick inte vidare | Gick inte vidare |
| Hjördis Töpel                                           | 200 m bröstsim   | —        | —         | 3.39,0           | 2 Q              | 3.47,6           | 7                |
| Aina Berg Gurli Ewerlund Wivan Pettersson Hjördis Töpel | 4 × 100 m frisim | —        | —         | —                | —                | 5.35,6           | 3                |

## Skytte
19 sportskyttar representerade Sverige vid olympiska sommarspelen 1924, där de tog två silver och två brons.
| Skytt                                                                                     | Gren                   | Final    | Final     |
| Skytt                                                                                     | Gren                   | Resultat | Placering |
| ----------------------------------------------------------------------------------------- | ---------------------- | -------- | --------- |
| Gustav Andersson                                                                          | 600 m frigevär         | 74       | 48        |
| Eric Carlberg                                                                             | Snabbpistol            | 17       | 9         |
| Wilhelm Carlberg                                                                          | Snabbpistol            | 18       | 2         |
| Axel Ekblom                                                                               | Trap                   | 92       | 16        |
| Olle Ericsson                                                                             | 50 m liggande gevär    | 385      | 26        |
| Olle Ericsson                                                                             | 600 m frigevär         | 84       | 14        |
| Mauritz Eriksson                                                                          | 50 m liggande gevär    | 386      | 24        |
| Mauritz Eriksson                                                                          | 600 m frigevär         | 83       | 19        |
| Sten Forselius                                                                            | Snabbpistol            | 15       | 30        |
| Magnus Hallman                                                                            | Trap                   | 88       | 29        |
| Otto Hultberg                                                                             | Hjort, enkelskott      | 39       | 4         |
| Hugo Johansson                                                                            | 600 m frigevär         | 88       | 8         |
| Mauritz Johansson                                                                         | Hjort, enkelskott      | 36       | 7         |
| Mauritz Johansson                                                                         | Hjort, dubbelskott     | 57       | 15        |
| Viktor Knutsson                                                                           | 50 m liggande gevär    | 392      | 7         |
| Leonard Lagerlöf                                                                          | 50 m liggande gevär    | 389      | 12        |
| Per Fredric Landelius                                                                     | Hjort, enkelskott      | 32       | 17        |
| Per Fredric Landelius                                                                     | Hjort, dubbelskott     | 70       | 4         |
| Per Fredric Landelius                                                                     | Trap                   | 93       | 14        |
| Erik Lundquist                                                                            | Trap                   | 89       | 24        |
| Karl-Gustaf Svensson                                                                      | Hjort, dubbelskott     | 25       | 30        |
| Alfred Swahn                                                                              | Hjort, enkelskott      | 37       | 6         |
| Alfred Swahn                                                                              | Hjort, dubbelskott     | 72       | 3         |
| Axel Ekblom Mauritz Johansson Per Fredric Landelius Alfred Swahn                          | Hjort dubbelskott, lag | 250      | 3         |
| Otto Hultberg Mauritz Johansson Per Fredric Landelius Alfred Swahn                        | Hjort enkelskott, lag  | 154      | 2         |
| Gustav Andersson Olle Ericsson Mauritz Eriksson Hugo Johansson Ivar Wester                | Frigevär, lag          | 623      | 7         |
| Axel Ekblom Magnus Hallman Per Fredric Landelius Erik Lundquist Karl Richter Alfred Swahn | Trap, lag              | 354      | 5         |

## Tennis
Herrar
| Idrottare                         | Gren   | 64-delsfinal                     | 32-delsfinal                    | Sextondelsfinal                             | Åttondelsfinal                           | Kvartsfinal                            | Semifinal            | Final                | Final            |
| Idrottare                         | Gren   | Motståndare Resultat             | Motståndare Resultat            | Motståndare Resultat                        | Motståndare Resultat                     | Motståndare Resultat                   | Motståndare Resultat | Motståndare Resultat | Placering        |
| --------------------------------- | ------ | -------------------------------- | ------------------------------- | ------------------------------------------- | ---------------------------------------- | -------------------------------------- | -------------------- | -------------------- | ---------------- |
| Henning Müller                    | Singel | Bye                              | Kingscote (GBR) F 2–6, 5–7, 2–6 | Gick inte vidare                            | Gick inte vidare                         | Gick inte vidare                       | Gick inte vidare     | Gick inte vidare     | Gick inte vidare |
| Charles Wennergren                | Singel | Kirchmayer (HUN) V 8–6, 6–2, 6–4 | Cousin (FRA) F 4–6, 3–6, 2–6    | Gick inte vidare                            | Gick inte vidare                         | Gick inte vidare                       | Gick inte vidare     | Gick inte vidare     | Gick inte vidare |
| Henning Müller Charles Wennergren | Dubbel | —                                | Bye                             | Cattaruzza / Williams (ARG) V 6–2, 6–0, 6–3 | Granholm / Schildt (FIN) V 6–3, 6–1, 6–4 | Brugnon / Cochet (FRA) F 4–6, 1–6, 4–6 | Gick inte vidare     | Gick inte vidare     | Gick inte vidare |

Damer
| Idrottare                  | Gren   | 32-delsfinal             | Sextondelsfinal      | Åttondelsfinal                             | Kvartsfinal                      | Semifinal            | Final                | Final            |
| Idrottare                  | Gren   | Motståndare Resultat     | Motståndare Resultat | Motståndare Resultat                       | Motståndare Resultat             | Motståndare Resultat | Motståndare Resultat | Placering        |
| -------------------------- | ------ | ------------------------ | -------------------- | ------------------------------------------ | -------------------------------- | -------------------- | -------------------- | ---------------- |
| Lily von Essen             | Singel | Golding (FRA) F 4–6, 2–6 | Gick inte vidare     | Gick inte vidare                           | Gick inte vidare                 | Gick inte vidare     | Gick inte vidare     | Gick inte vidare |
| Sigrid Fick                | Singel | Bye                      | Bye                  | McKane (GBR) F 1–6, 1–6                    | Gick inte vidare                 | Gick inte vidare     | Gick inte vidare     | Gick inte vidare |
| Lily von Essen Sigrid Fick | Dubbel | —                        | Bye                  | Wallis / Blair-White (IRL) V 6–2, 5–7, 6–2 | Covell / McKane (GBR) F 2–6, 3–6 | Gick inte vidare     | Gick inte vidare     | Gick inte vidare |

Mixed
| Idrottare                         | Gren   | Sextondelsfinal                  | Åttondelsfinal                     | Kvartsfinal                          | Semifinal            | Final                | Final            |
| Idrottare                         | Gren   | Motståndare Resultat             | Motståndare Resultat               | Motståndare Resultat                 | Motståndare Resultat | Motståndare Resultat | Placering        |
| --------------------------------- | ------ | -------------------------------- | ---------------------------------- | ------------------------------------ | -------------------- | -------------------- | ---------------- |
| Lily von Essen Charles Wennergren | Dubbel | Bouman / Timmer (NED) F 4–6, 4–6 | Gick inte vidare                   | Gick inte vidare                     | Gick inte vidare     | Gick inte vidare     | Gick inte vidare |
| Sigrid Fick Henning Müller        | Dubbel | Bye                              | de Borman / Halot (BEL) V 6–0, 6–3 | Wightman / Williams (USA) F 6–8, 2–6 | Gick inte vidare     | Gick inte vidare     | Gick inte vidare |

## Tyngdlyftning
| Idrottare          | Gren     | Enhandsryck | Enhandsstöt | Press | Ryck | Stöt  | Totalt          | Placering |
| ------------------ | -------- | ----------- | ----------- | ----- | ---- | ----- | --------------- | --------- |
| Richard Brunn      | +82,5 kg | 70          | 82,5        | 92,5  | 85   | 122,5 | 452,5           | 13        |
| Bertil R. Carlsson | 82,5 kg  | 65          | 90          | 85    | 90   | 115   | 445             | 13        |
| Sigfrid Hylander   | 60 kg    | 55          | —           | —     | —    | —     | Fullföljde inte | —         |
| Nils Lidman        | 75 kg    | 62,5        | 75          | 65    | 75   | 105   | 382,5           | 18        |
| Martin Olofsson    | 67,5 kg  | 62,5        | 75          | 67,5  | 80   | 105   | 390             | 14        |

## Vattenpolo
Sammanfattning
| Lag                   | Gren                | Guldomgång           | Guldomgång           | Guldomgång           | Guldomgång           | Silveromgång         | Silveromgång         | Bronsomgång          | Bronsomgång          | Bronsomgång          | Placering |
| Lag                   | Gren                | Första omgången      | Kvartsfinal          | Semifinal            | Final                | Semifinal            | Final                | Kvartsfinal          | Semifinal            | Final                | Placering |
| Lag                   | Gren                | Motståndare Resultat | Motståndare Resultat | Motståndare Resultat | Motståndare Resultat | Motståndare Resultat | Motståndare Resultat | Motståndare Resultat | Motståndare Resultat | Motståndare Resultat | Placering |
| --------------------- | ------------------- | -------------------- | -------------------- | -------------------- | -------------------- | -------------------- | -------------------- | -------------------- | -------------------- | -------------------- | --------- |
| Sveriges herrlandslag | Herrarnas turnering | Italien · V 7–0      | Spanien · V 9–0      | Frankrike · F 2–4    | Gick inte vidare     | Belgien · F 3–4      | Gick inte vidare     | Bye                  | Ungern · V 4–1       | USA · F 2–3          | 4         |

Det var fjärde gången Sverige deltog med tävlande i vattenpolo vid olympiska spelen och första gången landet missade en medalj.
Trupp
- Cletus Andersson
- Erik Andersson
- Vilhelm Andersson
- Nils Backlund
- Theodor Nauman
- Martin Norberg
- Gösta Persson
- Hilmer Wictorin

Reserver
- Sten Friberg
- Erik Skoglund
- Nils Skoglund

Första omgången
|  |  | Sverige | 7 – 0 | Italien | Piscine Georges-Vallerey |  |
|  |  |         |       |         | Paris                    |  |
|  |  |         |       |         |                          |  |
|  |  |         |       |         |                          |  |

Kvartsfinal
|  |  | Sverige | 9 – 0 | Spanien | Piscine Georges-Vallerey |  |
|  |  |         |       |         | Paris                    |  |
|  |  |         |       |         |                          |  |
|  |  |         |       |         |                          |  |

Semifinal
|  |  | Frankrike | 4 – 2 | Sverige | Piscine Georges-Vallerey |  |
|  |  |           |       |         | Paris                    |  |
|  |  |           |       |         |                          |  |
|  |  |           |       |         |                          |  |

Semifinal för silver
|  |  | Belgien | 4 – 3 | Sverige | Piscine Georges-Vallerey |  |
|  |  |         |       |         | Paris                    |  |
|  |  |         |       |         |                          |  |
|  |  |         |       |         |                          |  |

Kvartsfinal för brons
Stod över
Semifinal för brons
|  |  | Ungern | 1 – 4 | Sverige | Piscine Georges-Vallerey |  |
|  |  |        |       |         | Paris                    |  |
|  |  |        |       |         |                          |  |
|  |  |        |       |         |                          |  |

Final för brons
|  |  | Sverige | 2 – 3 | USA | Piscine Georges-Vallerey |  |
|  |  |         |       |     | Paris                    |  |
|  |  |         |       |     |                          |  |
|  |  |         |       |     |                          |  |